# Amerosporiella tristis
Amerosporiella tristis är en svampart som beskrevs av Höhn. 1916. Amerosporiella tristis ingår i släktet Amerosporiella, divisionen sporsäcksvampar och riket svampar.   Inga underarter finns listade i Catalogue of Life.